# Wolfram Menschick
Wolfram Menschick (* 28. Oktober 1937 in Pielenhofen; † 8. Dezember 2010 in Eichstätt) war ein deutscher Kirchenmusiker, Professor für liturgisches Orgelspiel und Komponist von Kirchenmusik.

## Leben und Werdegang
Wolfram Menschick besuchte die Grundschule in Regensburg, erwarb in Straubing das Abitur und studierte an der Staatlichen Hochschule für Musik in München Dirigieren bei Gotthold Ephraim Lessing, Komposition bei Harald Genzmer und Orgel bei Franz Lehrndorfer. Er verstarb am 8. Dezember 2010 in Eichstätt. Bischof Gregor Maria Hanke feierte persönlich das Requiem.

## Berufliche und musikalische Aktivitäten
Gleichzeitig mit dem Musikstudium in München trat er seine erste Stelle als Kirchenmusiker in St. Konrad in Regensburg an. 1966 wurde er Chordirektor an St. Georg (Amberg). Von 1969 bis zu seiner Emeritierung 2002 war Wolfram Menschick Domkapellmeister, Domorganist und Diözesankirchenmusikdirektor am Dom zu Eichstätt. An der Hochschule für Musik und Theater München war er von 1986 bis 2000 Professor für Liturgisches Orgelspiel und Chorleitung.
Von 1970 bis 2002 war er Glockensachverständiger der Diözese Eichstätt. Seit 1972 war Wolfram Menschick im Beratungsausschuss für das Deutsche Glockenwesen tätig, dem obersten Gremium für Glocken in Deutschland, welches von der Bischofskonferenz und der EKD eingesetzt ist. In diesem Amt führte er u. a. 2003 die Prüfung der Glocken für die wiederaufgebaute Frauenkirche in Dresden durch. Im Vorfeld seines 70. Geburtstages stiftete er im Jahr 2006 eine Glocke für den Nordturm des Eichstätter Doms, die er dem heiligen Benedikt widmete – in Erinnerung an Papst Benedikt XVI., mit dem und mit dessen Bruder Georg Ratzinger er freundschaftlich verbunden war.

## Orgelplanungen
Als Orgelsachverständiger konzipierte er ab 1969 zahlreiche Instrumente im Bistum Eichstätt. Sein Idealtypus waren barock ausgerichtete Orgeln mit mechanischer Spiel- und Registertraktur auf Schleifladen. Das größte von ihm geplante Instrument ist die Orgel im Dom zu Eichstätt, erbaut 1975 von Orgelbau Sandtner (68/IV/P).

## Einspielungen
- Veni Domine – Der Eichstätter Domchor singt zur Weihnacht, Jubilate-Verlag Eichstätt RM 101
- Wolfram Menschick an der Eichstätter Domorgel, Jubilate-Verlag Eichstätt RM 102

## Familie
Wolfram Menschick und seine Frau Roswitha haben sechs Töchter, darunter die Krimiautorin Roswitha Wildgans und die Geigenbauerin Julia Menschick (Nürnberg).

## Auszeichnungen und Ehrungen
- Wolfram Menschick war Mitglied des Ritterordens vom Heiligen Grab zu Jerusalem.
- Bei einem Festakt zu seiner Verabschiedung als Domkapellmeister von Eichstätt wurde Wolfram Menschick in Anerkennung seiner Verdienste für die Kirchenmusik von Bischof Walter Mixa im Auftrag Papst Johannes Paul II. die Ernennung zum Komtur mit Stern des Gregoriusordens überreicht.[4]
- 2007 verlieh ihm die Stadt Eichstätt die Bürgermedaille.
- Am 23. Mai 2008 wurde er zum Ehrendoktor des Päpstlichen Kirchenmusik-Instituts ernannt.[5]

## Werke (Auswahl)
Wolfram Menschick zählt zu den zeitgenössischen deutschsprachigen Komponisten, deren kirchenmusikalische Chorwerke am häufigsten aufgeführt werden. Seine Kompositionen umfassen unter anderem:
- 36 Messen
- ca. 200 Motetten und Psalmen, darunter auch größere Psalmen für Soli, Chor und Orchester,
- ein Oratorium über Johannes von Gott
- eine Marienvesper für Frauenchor, Gemeinde und Orgel, komponiert anlässlich des Besuches von Papst Benedikt XVI. 2007 in Altötting[6]

Auch im Ruhestand komponierte Wolfram Menschick weiter. So wurde z. B. im Juni 2010 im Eichstätter Dom seine Missa pro Papa uraufgeführt, die er Papst Benedikt XVI. gewidmet hatte. Noch zu Allerseelen 2010, knapp einen Monat vor seinem Tod, komponierte er eine Motette.
Eine ausführliche Darstellung findet sich in der Liste der Werke Wolfram Menschicks.